# Lanterna cu amintiri
Lanterna cu amintiri este un film românesc din 1962 regizat de Jean Georgescu. Rolurile principale au fost interpretate de actorii Radu Beligan.

## Distribuție
Distribuția filmului este alcătuită din:
- Radu Beligan — narator prezentator